# پاول کورژنیوسکی
پاول کورژنیوسکی (به انگلیسی: Paweł Korzeniowski) (زادهٔ ۹ ژوئیهٔ ۱۹۸۵) شناگر اهل لهستان است.